# Hospital de San José y la Caridad

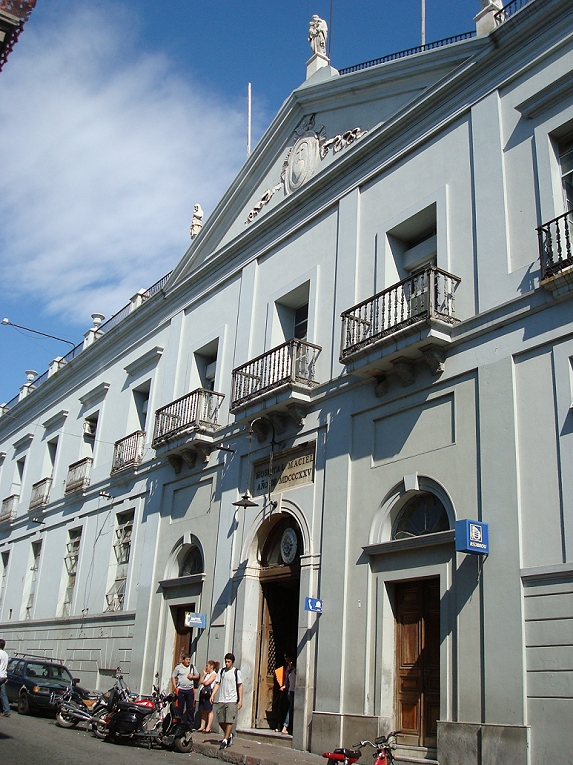
Hospital de San José y la Caridad

Das Hospital de San José y la Caridad (heutzutage Hospital Maciel) ist ein Krankenhaus in der uruguayischen Landeshauptstadt Montevideo.
Das in mehreren Etappen errichtete Gebäude befindet sich in der Ciudad Vieja an den Straßen 25 de Mayo, Washington, Guaraní und Francisco Maciel (Manzana 15).
Für den ersten Bauabschnitt des Jahres 1825 zeichnete José Toribio verantwortlich. Weitere Bauabschnitte stammen aus den Jahren 1859, 1879 und 1889. Der Erweiterungsbau an der Calle Guaraní geht auf den Architekten Bernardo Poncini zurück, einen Umbau dieses Abschnitts führte Eduardo Canstatt durch. Den Ausbau an den Straßen Maciel und Washington verantwortete Julián Mazquelez.
Heute ist im Gebäude das Hospital Maciel untergebracht. Das zehn Meter hohe, dreistöckige Bauwerk verfügt über eine Grundfläche von 6.626 m². Das Gebäude umschließt die als Krankenhauskapelle dienende Capilla de la Caridad.
Seit 1975 ist das Gebäude als Monumento Histórico Nacional klassifiziert. In den 1980er Jahren erfolgte Erweiterungsbauten des Hospital Maciel an der Calle Washington auf der dortigen, gegenüberliegenden Manzana 10 sind davon nicht erfasst.